# Bernhard Weiss (Unternehmer)

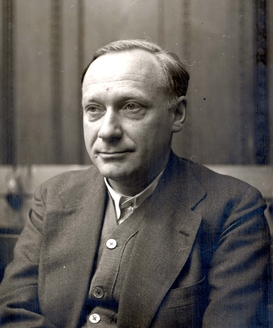
Bernhard Weiss 1947 als Angeklagter im Flick-Prozess

Bernhard Weiss (* 26. März 1904 in Siegen; † 11. Januar 1973 in Dahlbruch) war ein deutscher Unternehmer. Er war ein Neffe von Friedrich Flick und gehörte in der Zeit des Nationalsozialismus zu dessen engsten Mitarbeitern. Im Flick-Prozess wurde er zu einer Haftstrafe verurteilt.

## Leben

### Einstieg in die Siemag
Nach einer kaufmännischen Ausbildung und einer Ausbildung an der Handelshochschule Köln trat er 1928  als Prokurist in die Siemag ein, die Firma seines Vaters. 1932 erbte er von seinem Vater 42 Prozent des Aktienkapitals der Siemag. Weitere 42 Prozent hielt sein Onkel väterlicherseits, Carl Weiss. Der Rest des Aktienkapitals befand sich in den Händen von Friedrich Flick.

### Zeit des Nationalsozialismus
Friedrich Flick holte seinen Neffen 1937 als Generalbevollmächtigten der Konzernholding Friedrich Flick KG nach Berlin. Dort übernahm er einen Teil des Aufgabenbereichs von Otto Steinbrinck, der nach Unstimmigkeiten mit Friedrich Flick den Konzern verlassen hatte. Zuständig war er für die Firmen von Flick, die sich mit dem Abbau der Steinkohle und der Fertigung befassten. 1940 wurde er zum Vorstand der Siemag gewählt, seit 1942 war er Alleininhaber des Unternehmens.
Weiss war Wehrwirtschaftsführer und erhielt das Kriegsverdienstkreuz erster und zweiter Klasse.

### Nachkriegszeit
Weiss stand auf der Liste des Kilgore Committee des US-Senats der 42 schuldigsten NS-Industriellen stand („Kilgore-Liste“). Am 15. November 1945 wurde er von der britischen Militärregierung aus seinem Unternehmen entlassen und durfte die Siemag drei Jahre lang nicht mehr betreten. Er tauchte unter und wurde am 1. Februar 1946 festgenommen. Im Flick-Prozess wurde er vor einem amerikanischen Militärgericht in Nürnberg neben Friedrich Flick, Konrad Kaletsch, Odilo Burkart, Otto Steinbrinck und Hermann Terberger angeklagt. Alle Führungsvertreter des Flick-Konzerns wurden als „Haupttäter, Teilnehmer, Anstifter, Vorschubleistende“ der „Sklavenarbeit und Deportation zu Sklavenarbeit in gigantischem Umfang“ beschuldigt. Flick, Weiss, Burkart und Kaletsch wurden zweitens die „Plünderung öffentlichen und privaten Eigentums, Raub und andere Vergehen gegen das Eigentum“ vorgeworfen. Der Wandel der politischen Großwetterlage – die aufkommende Blockbildung – führte zu einem „äußerst, um nicht zu sagen übertrieben milde[n] und versöhnlich[en]“ Urteil. Sie wurden in einigen Punkten verurteilt, „die auch der wohlwollendste Richter nicht hinreichend schönreden konnte“. Weiss erhielt wegen Sklavenarbeit – unter anderem wegen Vorgängen in seinem Siegerländer Unternehmen Siemag – zweieinhalb Jahre, auf die die U-Haft angerechnet wurde und die er im Kriegsverbrechergefängnis Landsberg abzusitzen hatte, dem „komfortabelsten Gewahrsam der Alten Welt“. Er kurierte dort eine Lungenerkrankung aus und lobte später die „vorzügliche Pflege“ im Gefängnishospital. Bereits im Dezember 1948, kurz nach dem Urteil, wurde er wieder entlassen.
Von 1953 bis 1970 war er Präsident der Industrie- und Handelskammer (IHK) Siegen, zudem Vorsitzender der Vereinigung der IHK in Nordrhein-Westfalen. Er war zunächst Vizepräsident, dann Präsident des Vereins Deutscher Maschinenbau-Anstalten und Mitglied des Präsidiums des Bundesverbandes der Deutschen Industrie. Er war Mitglied des Vorstands des Ostausschusses der Deutschen Wirtschaft.
Weiss wurde mit dem Bundesverdienstkreuz ausgezeichnet.

## Regionale Erinnerungskultur
Weiss wurde von dem Wortführer der regionalen Geschichtskultur der 1930er- bis 1980er-Jahre, Lothar Irle, 1974 als „nach Friedrich Flick die profilierteste Unternehmerpersönlichkeit des Siegerlandes“ gewürdigt. Mit diesem Zitat aus der Siegener Zeitung gab Irle die dominierende Sichtweise wieder. Weiss’ Verurteilung vor dem Nürnberger Gerichtshof fand demgegenüber kaum mediale Erwähnung. Einen Zusammenhang mit seiner unternehmerischen Betätigung gab es aus dieser Blickrichtung nicht.
Das im Kreuztaler Ortsteil Kredenbach gelegene evangelische Krankenhaus trug 30 Jahre lang den Namen Bernhard-Weiss-Krankenhaus. Seit 2015 hieß es Diakonie Klinikum Kredenbach, nachdem die Familie Weiss darum gebeten hatte, auf die Benennung nach Bernhard Weiss zu verzichten. Die Klinik wurde Ende 2017 geschlossen und das Gebäude in ein Ärztehaus umgewandelt.
Ein Platz in der Stadt Hilchenbach wurde nach Bernhard Weiss benannt. Vorschläge, das zu ändern, wurden stets abgewiesen.
Ein Veranstaltungssaal der IHK Siegen, der nach Weiss benannt war, wurde 2022 umbenannt.
Ebenso ist eine nichtgemeinnützige Stiftung weiter nach seinem Namen benannt.